# Occidryas barnesi
Occidryas barnesi är en fjärilsart som beskrevs av Gunder 1928. Occidryas barnesi ingår i släktet Occidryas och familjen praktfjärilar. Inga underarter finns listade i Catalogue of Life.